# David Kohan
Pour les articles homonymes, voir Kohan.
David Kohan est un producteur et scénariste américain né en 1964.

## Filmographie

### comme Producteur
- 1996 : Boston Common (série télévisée)
- 1998 : Will et Grace (série télévisée)
- 2002 : Good Morning, Miami (série télévisée)
- 2004 : The Stones (en) (série télévisée)
- 2012 :  Partners (série télévisée)

### comme Scénariste
- 1996 : Boston Common (série télévisée)
- 2005 : Twins (série télévisée)
- 2012 : Partners (série télévisée)